# Giorgio Moroder
Giorgio Moroder (Ortisei, Olaszország, 1940. április 26. –) háromszoros Oscar- és négyszeres Golden Globe-díjas és négyszeres Grammy-díjas olasz zeneszerző, lemezlovas, énekes, zenei producer. Eredeti neve: Hansjörg Moroder. (Az IMDb szerint és a Daft Punk: Random Access Memory albumán hallható önéletrajzi monológjából a neve: Giovanni Giorgio Moroder.) Neve az eurodisco térhódítása idején vált világhírűvé: ő az egyik szerzője az irányzat első világslágerének, az erotikus töltetű Love to Love You Baby című dalnak, melyet felfedezettje, Donna Summer énekelt. Summeren kívül az évek folyamán számos más előadóval dolgozott még együtt alkalmilag vagy hosszabb távon, köztük például a Sparksszal, a Three Degreeszel, a Blondie-val, Bonnie Tylerrel, Freddie Mercuryval, a Japannal, a Sigue Sigue Sputnikkal, Nina Hagennel és Sabrina Salernóval. Az 1970-es évek végétől bő egy évtizeden keresztül filmzeneszerzőként is keresett művész volt, olyan alkotások kísérőzenéjét komponálta, mint az Éjféli expressz, az Amerikai dzsigoló, a Flashdance, A sebhelyesarcú vagy a Végtelen történet, nem beszélve azokról a filmekről, melyekhez csak egy-két dalt írt.

## Karriertörténet

### A kezdetek
Moroder Dél-Tirolban született. Édesanyja német származású, fiát Hansjörgnek nevezte mindig, amely a Giovanni Giorgio (János György) német változata. Édesapja ladin anyanyelvű. Moroder családja viszonylag jómódú volt, ezért Giorgio gyermekkora nemcsak gondtalanul telt, hanem továbbtanulásának lehetőségei is biztosítottak voltak. 1953 és 1959 között előbb szülővárosa művészeti iskolájába járt, aztán egy bolzanói geometria szakos iskolába. 16 évesen kezdett gitározni, érettségi után pedig aktívan a zenélésnek szentelte magát. 1959 és 1966 között különböző, gyakorlatilag ismeretlen együttesekkel beutazta Európát. A The Happy Trióval fellépett a londoni Savoy Hotel egyik gálaműsorán. 1967-ben belátta, hogy a többévi turnézás nem járt semmilyen jelentős eredménnyel, ezért úgy döntött, a komponálásra és demók készítésére helyezi a hangsúlyt. Berlinben telepedett le, itt látott munkához, eleinte Alex nevű unokatestvérével. Az első siker a Ricky Shayne számára írt Ich sprenge alle Ketten című felvétel volt, de Moroder komponált a népszerű német sztár, Rex Gildo, az olasz kedvenc, Adriano Celentano és az ABBA későbbi énekesnője, Agnetha Fältskog számára is. Időnként saját kislemezei is megjelentek, így például a jópofa halandzsa-dal, a Ma Nah Ma Nah, melyet 1968-ban vett lemezre.
1971-ben Münchenbe költözött, mivel szerinte ott élénkebb volt a (könnyű)zenei élet. Folytatta a komponálást, és Musicland Studios néven megalapította első saját stúdióját. Még ugyanebben az évben megírta a Son of My Father című dalt, amely egy brit trió, a Chicory Trip előadásában vált ismertté: az általuk készített változat (állítólag két nap alatt vették fel) 13 hétig szerepelt a brit slágerlistán, ebből 3 hétig az első helyen. A dalt Moroder is lemezre énekelte, sőt ez lett 1972-ben megjelent második albumának címe is. E lemez elkészítésében már részt vett új munkatársa, Pete Bellotte is. A szerzőpáros a Son of My Father sikerén felbuzdulva további demókat készített abban a reményben, hogy sikerül hozzájuk megfelelő előadókat találni. Egy ilyen demo felvétele közben találkoztak egy ismeretlen énekesnővel, Donna Summerrel, és ez a találkozás sorsdöntő volt mindhármójuk számára. Eleinte demók készítésénél foglalkoztatták az énekesnőt, ugyanakkor azon munkálkodtak, hogy szólistaként is befuttassák. 1974-ben a The Hostage című felvétel váratlan sikert aratott, főleg Hollandiában, ami lehetőséget adott egy teljes nagylemez elkészítésére. Az album a Lady of the Night címet kapta, és a The Hostage után a címadó szerzemény lett a következő Donna Summer-sláger Nyugat-Európában.

### Az áttörés
A fordulat 1975-ben következett be a Love to Love You Baby című felvétellel, melynek ötletét Summer vetette fel (szövege is volt már hozzá), ám Moroder javaslata volt, hogy a dalt erotikus sóhajok és az orgazmust imitáló nyögések kíséretében vegyék lemezre. A vallásos neveltetésű Donnának nem nagyon tetszett a merész elgondolás, de hajlandó volt a demót megcsinálni, mert végül abban állapodtak meg, hogy Moroder másik énekesnővel készíti el a kereskedelmi változatot. A munka végeztével azonban a producer meggyőzte az énekesnőt arról, hogy a Summer által felénekelt verziót jelentessék meg. A fogadtatás eleinte hűvös volt, ám Moroder nem adta fel. A lemezt eljuttatta Amerikába, ahol a Casablanca Records igazgatója meglátta a lehetőséget az erotikus hangulatú dalban. 20 perces verziót rendelt belőle (végül egy közel 17 perces változat készült), ami az Amerikai Egyesült Államokban nagy siker lett, később pedig Európában is befutott. Donna Summer lett az erotikus diszkókirálynő, „a szerelem First Ladyje”, akivel a Casablanca Records természetesen több évre szóló szerződést kötött. A sikerből Moroder is részesült, keresett szerző lett, és innentől kezdve folyamatosan jelentek meg a saját neve alatt kiadott lemezei is.

### A fénykor
Moroder szólópályáján az 1976-os Knights in White Satin volt az első kiugró siker. A címadó felvétel egy régebbi Moody Blues-sláger (Nights in White Satin) feldolgozása. Az akkori diszkódivatnak megfelelően az album „A” oldala folyamatos egyveleget alkotott. A „B” oldal szerzeményei közül az I Wanna Funk with You Tonite jelent meg maxilemezen (Moroder első maxijaként). Ugyanebben az évben Moroder egy újabb énekesnőt mutatott be a nagyvilágnak: Roberta Kelly első felvétele, a Troublemaker diszkósláger lett. Az énekesnő azonban nem lett olyan nemzetközi sztár, mint Donna Summer, akivel egészen 1982-ig tartott Moroder együttműködése. Ennek egyik fénypontja az 1977-es I Remember Yesterday című album volt, rajta az azóta örökzöldnek számító I Feel Love című slágerrel. Ez volt az első olyan diszkófelvétel, amelyet teljes egészében szintetizátorokra hangszereltek. Az énekesnő és a producer együttműködésének csúcspontját azonban az 1979-es Bad Girls című dupla album jelentette, mely nemcsak kereskedelmi, hanem szakmai siker is volt, több kategóriában Grammy-díjra is jelölték, a Hot Stuff előadásáért pedig Summer át is vehette a díjat mint a legjobb rockénekesnő. Moroder saját lemezei közül az 1977-ben megjelent From Here to Eternity tekinthető a csúcsnak, ennek címadó szerzeménye ugyancsak diszkóklasszikusnak számít. Az I Feel Love-val nagyjából egyidőben készült LP felvételeit szintén kizárólag szintetizátorokra hangszerelték. A dalok egyszerre voltak lüktető ritmusúak és futurisztikus hangvételűek, ezért nem csoda, hogy az album nagy példányszámban fogyott. Moroder energiájából és tehetségéből arra is futotta, hogy ugyanabban az évben egy másik nagylemezt is kiadjon állandó stúdiómuzsikusaival Munich Machine néven. Az album „A” oldalán volt a sláger, a bő negyedórás Get on the Funk Train, míg a „B” oldalon nagyjából hasonló terjedelemben egy egyveleg volt hallható a legsikeresebb Moroder-dalokból.
1978 igen mozgalmas és sikeres év volt Moroder számára. Mások mellett Donna Summerrel dolgozott együtt a Hál’ Istennek, péntek van! című film zeneanyagán. Donna számára a film nagy lehetőség volt, hiszen nemcsak énekelt benne, de a főszerepet is ő játszotta. A nagy sláger, a Last Dance azonban nem Moroder szerzeménye volt, hanem Paul Jabaráé, aki a legjobb filmdalnak járó Oscar-díjat vehette át érte a következő évben. 1978-ban született meg Moroder és Summer együttműködésének egyik legemlékezetesebb darabja, a MacArthur Park Suite. Ebben az esztendőben készült el Roberta Kelly harmadik nagylemeze is (Gettin’ the Spirit), valamint az újabb Munich Machine-album, A Whiter Shade of Pale, amelynek címadó felvétele a Procol Harum klasszikus slágerének diszkófeldolgozása. E lemezen Moroder újabb felfedezettje, Chris Bennett mutatkozhatott be a közönségnek. A producer annyira bízott Bennett tehetségében, hogy egy közös lemezt is csinált vele – szintén 1978-ban – Love’s in You, Love’s in Me címmel. Moroder segítségével tért vissza a könnyűzenei élvonalba a The Three Degrees nevű színes bőrű női trió is: a New Dimensions című albumukról a Givin’ Up, Givin’ In és a The Runner című felvételek lettek különösen sikeresek. 1978-ban indult be igazán Moroder filmzeneszerzői karrierje is. Alan Parker Éjféli expressz című felkavaró drámájának kísérőzenéjét komponálta, és munkájáért többek között Oscar- és Golden Globe-díjat vehetett át. A film a török igazságszolgáltatást bírálta egy kábítószer-csempészésért elítélt amerikai fiatalember megtörtént esetén keresztül. Moroder szerzeményei közül a The Chase (olykor The nélkül szerepel bizonyos kiadványokon) ma már a filmtől függetlenül is igen népszerű, többször fel is dolgozták. A másik film, amelyhez Moroder 1978-ban zenét komponált, a tévésorozat alapján készült Battlestar Galactica volt: a soundtrack végül sikeresebb lett, mint maga a film.
1979-ben Moroder a már említett Donna Summer-album, a Bad Girls mellett más munkákkal is foglalkozott. Megkísérelt két együttest is visszajuttatni a csúcsra. „A szegény emberek Jackson 5”-jaként emlegetett The Sylversszel nem sikerült a tervezett visszatérést megvalósítani: a Disco Fever ugyan nem volt rossz album, ám abban az évben tetőzött világszerte a diszkóőrület, és olyan mennyiségű lemezáradat került a boltokba e műfajból, amit a piac már nem tudott felvenni. A másik együttessel, a Mael fivérek alkotta Sparksszal viszont sikerült a comeback: az No. 1. in Heaven című LP sikeres lett, főleg a La Dolce Vita és a Beat the Clock című slágereknek köszönhetően. 1979-ben került az üzletekbe a Munich Machine harmadik és egyben utolsó albuma, a Body Shine is. A lemez nem lett igazán sikeres, bennfentesek szerint Moroder sem adott bele mindent, mert más tervek jobban foglalkoztatták. Így például egy új énekesnőt mutatott be a világnak. A hölgyet Suzi Lane-nek hívták, és állítólag soha nem derült ki, ki is volt ő valójában. A titokzatosság mindenesetre jót tett bemutatkozó albumának (Ooh La La), amelyről a Harmony című szerzemény főleg a diszkókban lett nagy sláger. Moroder szólópályájának egyik legsikeresebb darabja volt az E = mc² című LP, melyet több mint 30 komputer segítségével készítettek. Az album slágerei: Baby Blue; I Wanna Rock You. A Rókák című Adrian Lyne-filmhez ugyancsak Moroder komponálta a zenét, az On the Radio című slágert természetesen Donna Summer énekelte.
1980-ban Moroder újabb nagylemezt csinált a Sparksszal, ám a Terminal Jive már nem volt akkora siker, mint az előző. Nagy sláger lett viszont a Blondie által előadott Call Me, amely eredetileg Paul Schrader Amerikai dzsigoló című erotikus filmdrámájának főcímdala volt. Moroder és Summer utolsó közös albuma az I’m a Rainbow volt, ennek megjelentetésére azonban az énekesnő új kiadója, a Geffen Records nem volt hajlandó. (15 évvel később, 1996-ban adta ki a PolyGram.) Moroder újabb pártfogoltja a Ford divatügynökség egykori modellje, a svéd Madleen Kane volt, akinek Don’t Wanna Loose You című albuma 1981-ben jelent meg. Siker volt a The Three Degrees újabb nagylemeze, a 3-D, mindenekelőtt olyan daloknak köszönhetően, mint a Jump the Gun, a Red Light és a Set Me Free. A kora ’80-as években Moroder Los Angeles és New York között ingázott, aszerint, hogy hová szólították újabb megbízások, de aztán New York mellett döntött, ahol berendezett egy stúdiót is. 1983 volt az újabb csúcs a munkásságában: ekkor írt kísérőzenét Brian De Palma A sebhelyesarcú című véres gengszterfilmjéhez és Adrian Lyne Flashdance című karriertörténetéhez. Az előbbiben a Blondie énekesnője, Debbie Harry is közreműködött. A Flashdance slágerét, a  Flashdance… What a Feelin’ című dalt Moroder eredetileg Donna Summernek szánta, ám különböző okok miatt végül egy addig kevésbé ismert énekesnőnek, Irene Carának adta. (Egyébként Summer is énekel a filmben egy dalt.) Mindkét filmzenét Golden Globe-díjra jelölték: a Flashdance győzött, a már említett sláger pedig egyéb díjakat is nyert, köztük a legjobb filmdalnak járó Oscart. Moroder évekkel korábban, a MacArthur Park Suite felvételén dolgozott a Brooklyn Dreams együttessel, melynek egykori énekesével, Joe Espositóval 1983-ban közös lemezt készített. A Solitary Men című albumon szerepelt a Flashdance egyik lírai slágere, a Lady, Lady, Lady is. Sokan felkapták a fejüket arra a hírre, hogy a punkzene királynőjeként emlegetett Nina Hagen Angstlos című albumának Moroder lesz a producere. Hagenből persze nem lett diszkóénekesnő, bár ez az albuma kétségtelenül populárisabb volt, mint a korábbiak. (Nagy sláger: Zarah.)

### Túl a csúcson?
1984 hozott sikert is, bukást is. Siker volt a Végtelen történet címadó dala az aktuális tinisztár, Limahl előadásában, aki korábban a Kajagoogoo együttes tagja volt. Sláger lett Melissa Manchester előadásában a Szívtolvaj címadó dala is, valamint a Human League énekese, Phillip Oakey által előadott Electric Dreams a Komputer-szerelem című filmből. Moroder komponálta az 1984. évi nyári olimpiai játékok hivatalos dalát (Reach Out), melyet Paul Engemann énekelt. Kínos bukás volt viszont Fritz Lang klasszikus némafilmjének, a Metropolisnak a kiszínezett változata Moroder zenéjével. Giorgiót a következő évben ezért a munkájáért két kategóriában is jelölték Arany Málna díjra. Az egyik jelölést Freddie Mercury Love Kills című daláért kapta, ami viszont a lemezklubokban sikert aratott. 1985-ben jelent meg a From Here to Eternity… and Back című LP, melyen Moroder ismert slágereinek remixei kaptak helyet. Ugyanebben az évben került a boltokba közös albuma Oakey-vel, és Limahl első szólóalbuma is. Minden idők egyik legsikeresebb soundtrackjének számít a Top Gun kísérőzenéje, melyben olyan slágerek találhatók, mint Kenny Logginstól a Danger Zone, a Berlintől pedig a Take My Breath Away. Utóbbiért Moroder mint zeneszerző újabb Oscar- és Golden Globe-díjat vihetett haza. Siker volt a Sigue Sigue Sputnik együttes első, Moroder nevével fémjelzett albuma, a Flaunt It, ámbár sokan szóvá tették, hogy a külsőségek ellenére az együttesnek és az LP-nek nem sok köze volt az igazi punk zenéhez. Moroder hívta életre a Big Trouble nevű lánycsapatot is, amely azonban csak a Crazy World című dallal tudott felkerülni a slágerlistákra. Szülőhazájában, Olaszországban Moroder az egykori diszkócsillaggal, Amii Stewarttal dolgozott együtt, illetve közel 2 évtized után ismét komponált Adriano Celentano számára.
Az 1988. évi nyári olimpiai játékok hivatalos dalát (Hand in Hand) ugyancsak Moroder komponálta, az előadó viszont egy helyi együttes, a Koreana volt, akikkel aztán a producer két teljes albumot is készített. A következő évben Moroder az olasz kebelcsodával, Sabrina Salernóval dolgozott. 1990-ben Olaszországban volt a foci világbajnokság, melyhez kapcsolódóan az eurodisco két jeles producere, Moroder és Michael Kunze (Silver Convention) egy egész nagylemeznyi anyagot hozott össze. A sláger Gianna Nannini és Edoardo Bennato duettje, az Un estate italiana volt. Moroder két dalt írt a Mr. Big számára az Elit kommandó című akciófilmhez, majd kislemezt készített Seiko Matsuda japán énekesnővel: a Halfway to Heaven a japán slágerlista élére került. A zeneszerző számára az 1990-es év legemlékezetesebb eseménye azonban magánéleti jellegű volt: július 14-én feleségül vette nagy szerelmét, Francisca Gutierrezt. A párnak később egy fia született, Alex.
A boldog családi élet velejárójaként Moroder az 1990-es évektől kezdve egyre kevesebbet dolgozik a zeneiparban. 1991-ben Bonnie Tyler Bitterblue című nagylemezének elkészítésében vett részt. 1992-ben Olivia Newton-John I Need Love című slágerének elkészítésében működött közre. Ugyanebben az évben – több mint 10 év után – újra együtt dolgozott Donna Summerrel. Közös daluk, a Carry On néhány évvel később remix változatban olyan nagy siker lett, hogy még Grammy-díjjal is kitüntették érte mindkét művészt: ők voltak egy új kategória, a dance első díjazottjai 1998-ban. Moroder az utóbbi években a képzőművészettel is egyre intenzívebben foglalkozik, nem is sikertelenül: az új évezredben ezen a téren többet hallani róla, mint a zene világából. Első világslágere, a Love to Love You Baby negyedszázados jubileumára tribute-album jelent meg Moroder tiszteletére, melyen olyan régi és új sztárok adták elő a szerzeményeit, mint például a Jam & Spoon, a Tom Tom Club, Roger Sanchez, Amanda Lear és Gloria Gaynor.

## Ismertebb lemezei (mint előadó)

### Kislemezek, maxik

#### 1966–1970
- 1966 Bla-Bla-Diddley / How Much Longer Must I Wait, Wait (Giorgio and the Morodians)
- 1966 Believe in Me / Stop (Giorgio)
- 1968 Ma Nah Ma Nah / Doo-Bee-Doo-Bee-Doo
- 1968 Lilly Belle / Love’s Morning Land (Giorgio)
- 1968 Moody Trudy / Stop
- 1969 Looky, Looky / Happy Birthday
- 1969 Stop / Glaub an mich
- 1969 Cinnamon / Reesy-Beesy (Giorgio)
- 1969 Yummy, Yummy / Make Me Your Baby
- 1970 Arizona Man / So Young
- 1970 Arizona Man / Sally Don’t You Cry
- 1970 Hilly Billy Man / Sally Don’t You Cry

#### 1971–1975
- 1971 Underdog / Watch Yourself (Giorgio)
- 1972 Tu sei mio padre / Non ci sto
- 1972 Son of My Father (Part 1) / Son of My Father (Part 2)
- 1972 London Traffic / Everybody Join’ Hands
- 1972 Today’s Tomorrow / Pauline
- 1972 Take It, Shake It, Break My Heart / Spanish Disaster
- 1973 Lonely Lovers Symphony / Crippled Words
- 1973 Heaven Helps the Man / Sandy
- 1973 The Future Is Past / Blue Jean Girl
- 1974 Marrakesh / Nostalgie
- 1974 Born to Die (stereo) / Born to Die (mono)
- 1974 Lie, Lie, Lie / Collico
- 1975 Bricks and Mortar / It’s a Shame (Giorgio)
- 1975 Einzelgänger (mono) / Einzelgänger (stereo)

#### 1976–1980
- 1976 I Wanna Funk with You Tonite / Oh l’amour
- 1976 Knights in White Satin / I Wanna Funk with You Tonite
- 1977 Let the Music Play / Oh l’amour
- 1977 From Here to Eternity / Utopia – Me Giorgio
- 1978 A Whiter Shade of Pale / It’s All Wrong (Munich Machine + Chris Bennett)
- 1978 Chase / Love’s Theme
- 1978 Love’s in You (Love’s in Me) / I Can’t Wait (Giorgio and Chris)
- 1979 If You Weren’t Afraid / Baby Blue (csak a Szovjetunióban)
- 1979 Baby Blue / If You Weren’t Afraid
- 1979 Party Light / Bolectro (Munich Machine)
- 1979 If You Weren’t Afraid / E = mc²
- 1980 Hollywood Dreams (instrumental, mono) / Hollywood Dreams (instrumental, stereo) (promóciós lemez)
- 1980 On the Radio (instrumental) / Fly Too High / Hollywood Dreams (instrumental) / 20th Century Foxes (promóciós lemez)

#### 1981–1990
- 1983 Lady, Lady, Lady / Diamond Lizzy (Giorgio Moroder featuring Joe Esposito)
- 1984 Reach Out / Reach Out (instrumental) (Giorgio Moroder és Paul Engemann)
- 1984 Reach Out (Extended Dance Mix) / Reach Out (instrumental) (Giorgio Moroder és Paul Engemann)
- 1984 Now You’re Mine (Extended) / Now You’re Mine (instrumental) (Giorgio Moroder és Helen Terry)
- 1984 The Duel / Madeline’s Theme
- 1984 American Dream / Too Hot to Touch (Giorgio Moroder és Paul Engemann)
- 1985 From Here to Eternity 1985 Remix
- 1985 Night Time Is the Right Time / Baby Blue (Giorgio Moroder és Edie Marlena)
- 1985 Shannon’s Eyes (Giorgio Moroder és Paul Engemann)
- 1985 Be My Lover Now / Be My Lover Now (instrumental) (Giorgio Moroder és Philip Oakey)
- 1988 A Car Is Born (promóciós lemez)
- 1990 To be Number One (4-féle verzió, Giorgio Moroder Project)

#### 1991-től napjainkig
- 1997 From Here to Eternity (Joe T. Vanelli 4-féle remixe)
- 1998 Carry On Part 1 (5-féle mix, Donna Summer és Giorgio Moroder)
- 1998 Carry On Part 2 (6-féle mix, Donna Summer és Giorgio Moroder)
- 1999 Carry On (5-féle mix, Donna Summer és Giorgio Moroder)
- 2000 The Chase (4-féle mix, Giorgio Moroder vs. Jam & Spoon)
- 2000 The Chase (5-féle mix, Giorgio Moroder vs. Jam & Spoon)
- 2000 From Here to Eternity (3-féle mix)

### Albumok
- 1969 That’s Bubblegum – That’s Giorgio (Giorgio)
- 1972 Son of My Father
- 1974 Giorgio’s Music (Giorgio)
- 1975 Einzelgänger
- 1976 Knights in White Satin
- 1977 Munich Machine Introducing The Midnite Ladies (Munich Machine)
- 1977 From Here to Eternity
- 1978 A Whiter Shade of Pale (Munich Machine)
- 1978 Love’s in You, Love’s in Me (Giorgio and Chris)
- 1979 Body Shine (Munich Machine)
- 1979 E = mc² (Giorgio)
- 1983 Solitary Men (Giorgio Moroder és Joe Esposito)
- 1985 From Here to Eternity… and back
- 1985 Innovisions (csak az NSZK-ban)
- 1985 P. Oakey & G. Moroder (Giorgio Moroder és Philip Oakey)
- 1990 To be Number One (Giorgio Moroder Project)
- 1992 Forever Dancing
- 1998 Moroder and Moroder Art Show
- 2001 E = mc² (új kiadás bónuszfelvételekkel)
- 2001 Solitary Men (Giorgio Moroder és Joe Esposito) (új kiadás bónuszfelvételekkel)

### Válogatások
- 1991 16 Early Hits
- 1996 Greatest Hits (Giorgio Moroder & Co.)
- 2001 Best of
- 2001 Best of Giorgio Moroder (nem azonos a másik 2001-es válogatással!)
- 2001 Electronic Hits (orosz kalózkiadvány)
- 2002 Spinach 1 Golden Disco Hits (Ukrajna)

## Ismertebb filmzenéi
(A lista azokat a filmeket tartalmazza, melyekhez Moroder nem csak 1-1 dalt komponált.)
- 1972 Die Klosterschülerinnen
- 1972 Oswalt Kolle: Liebe als Gesellschaftsspiel
- 1978 Éjféli expressz (Midnight Express)
- 1980 Amerikai dzsigoló (American Gigolo)
- 1980 Rókák (Foxes)
- 1982 Párducemberek (Cat People)
- 1983 Flashdance
- 1983 A sebhelyesarcú (Scarface)
- 1984 Végtelen történet (Die unendliche Geschichte)
- 1984 Metropolis (az 1927-es film rövidített, kiszínezett, kísérőzenével ellátott változata)
- 1984 Komputer-szerelem (Electric Dreams)
- 1987 Túl a csúcson (Over the Top)
- 1988 Mamba
- 1989 Tétre vagy befutóra (Let It Ride)

## Fontosabb díjak és jelölések

### Oscar-díj
- 1979 díj Éjféli expressz (legjobb eredeti filmzene)
- 1984 díj Flashdance (legjobb filmdal: Flashdance… What a Feeling. Szövegírók: Keith Forsey és Irene Cara, előadó: Irene Cara)
- 1987 díj Top Gun (legjobb filmdal: Take My Breath Away. Szövegíró: Tom Whitlock, előadó: a Berlin együttes)

### Golden Globe-díj
- 1979 díj Éjféli expressz (legjobb eredeti filmzene)
- 1981 jelölés Amerikai dzsigoló (legjobb eredeti filmzene)
- 1981 jelölés Amerikai dzsigoló (legjobb filmdal: Call Me. Szövegíró: Debbie Harry. Előadó: a Blondie együttes)
- 1983 jelölés Párducemberek (legjobb eredeti filmzene)
- 1983 jelölés Párducemberek (legjobb filmdal: Theme from Cat People. Szövegíró és előadó: David Bowie)
- 1984 díj Flashdance (legjobb eredeti filmzene)
- 1984 díj Flashdance (legjobb filmdal: Flashdance… What a Feeling. Szövegírók: Keith Forsey és Irene Cara, előadó: Irene Cara)
- 1984 jelölés A sebhelyesarcú (legjobb eredeti filmzene)
- 1987 díj Top Gun (legjobb filmdal: Take My Breath Away. Szövegíró: Tom Whitlock, előadó: a Berlin együttes)

### Grammy-díj
- 1979 jelölés Theme from Midnight Express (legjobb dal kifejezetten mozi- vagy tévéfilm számára. Jelölve még: Chris Bennett)
- 1979 díj Legjobb producer
- 1984 díj Flashdance (legjobb dal kifejezetten mozi- vagy tévéfilm számára: Flashdance… What a Feeling. Szövegírók: Keith Forsey és Irene Cara, előadó: Irene Cara)
- 1984 díj Love Theme Flashdance (legjobb instrumentális szerzemény)
- 1998 díj Carry On (legjobb dance felvétel, előadó: Donna Summer és Giorgio Moroder)

### Arany Málna díj
- 1984 jelölés Superman III (legrosszabb filmzene)
- 1985 jelölés Metropolis (legrosszabb filmzene, a Szívtolvajért is)
- 1985 jelölés Metropolis (legrosszabb filmdal: Love Kills. Szövegíró és előadó: Freddie Mercury)

### Los Angeles-i Filmkritikusok Díja
- 1978 díj Éjféli expressz (legjobb eredeti filmzene)